# El Feixó
El Feixó és un masia situada al municipi de Pinell de Solsonès, a la comarca catalana del Solsonès. Està tocant al poble de Sant Climenç.
Està situada a 756 m d'altitud.